# Châtellenot
Châtellenot település Franciaországban, Côte-d’Or megyében. Lakosainak száma 163 fő (2022. január 1.). Châtellenot Chailly-sur-Armançon, Clomot, Thoisy-le-Désert, Arconcey és Essey községekkel határos.

## Népesség
A település népességének változása:
| Lakosok száma | 163  | 144  | 148  | 150  | 145  | 145  | 151  | 155  | 155  | 163  |
|               | 1968 | 1982 | 1990 | 2006 | 2013 | 2015 | 2017 | 2019 | 2020 | 2022 |